# Gminy Portugalii

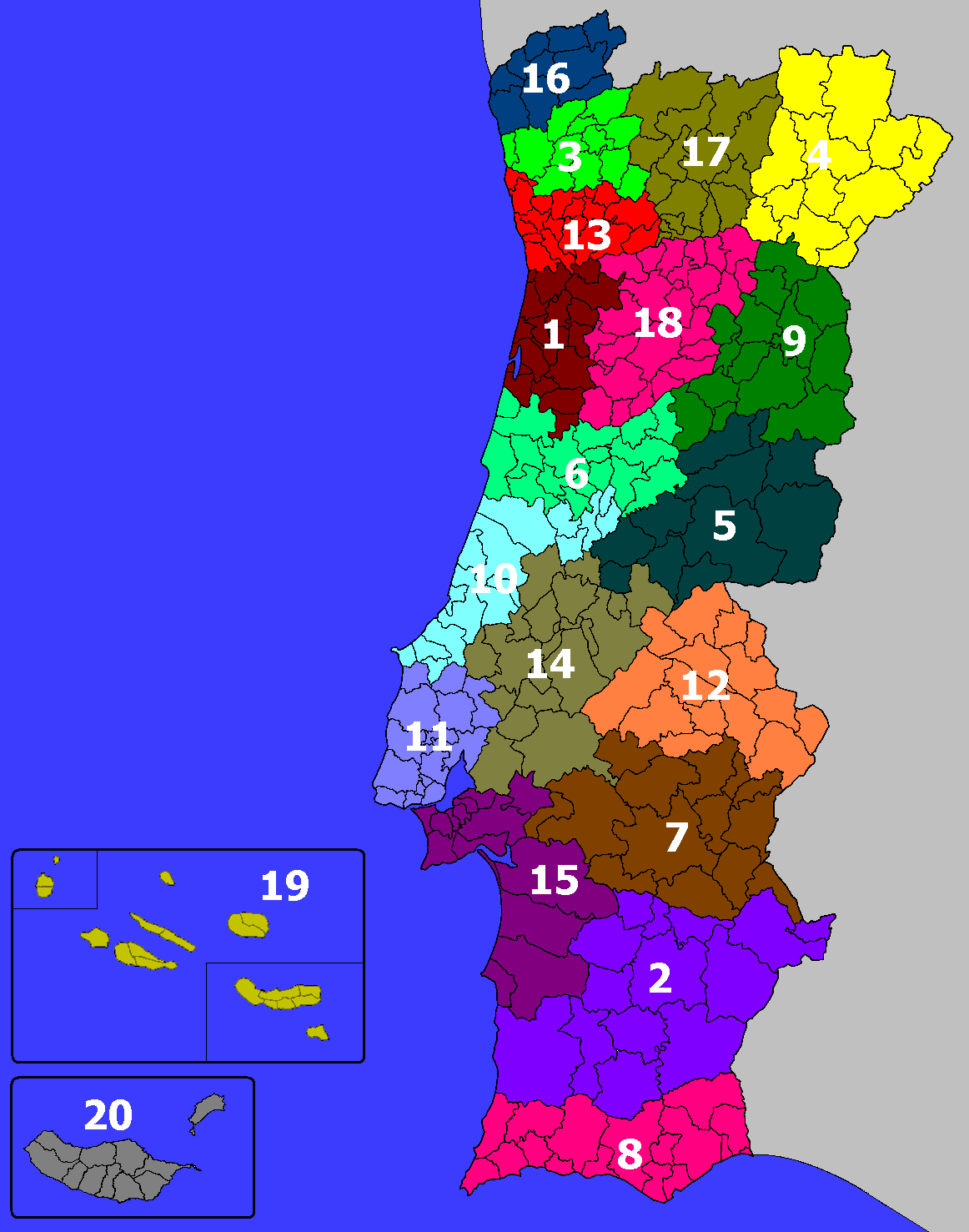
Podział administracyjny Portugalii.

Gminy Portugalii – Republika Portugalska jest podzielona na 308 gmin (port. municípios, concelhos): 278 z nich zlokalizowanych jest w kontynentalnej Portugalii, 19 – na Azorach i 11 – na Maderze. Zazwyczaj nazwa gminy jest taka sama jak największego lub historycznie najważniejszego miasta. Gmina jest zwykle znacznie większa od miasta, któremu zawdzięcza nazwę.

## Historia i podział
Gmina to najbardziej stały sposób podziału administracyjnego Portugalii od czasu utworzenia tego państwa w XII wieku. Swój początek mają one w foralu, dokumencie wystawianym przez króla, który nadawał przywileje miasta lub regionu. Obecny podział administracyjny Portugalii pochodzi z XIX wieku.
Każda portugalska gmina podzielona jest na sołectwa / parafie (port. freguesias). Gminy znajdujące się na północy kraju zwykle dzielą się na większą liczbę sołectw. Sześć gmin składa się tylko z jednego sołectwa, a najwięcej, 86 sołectw znajduje się na obszarze gminy Barcelos.
Od czasu wprowadzenia demokratycznych rządów lokalnych w 1976 r., po rewolucji goździków w 1974 r., w portugalskich gminach rządy sprawowano w systemie bikameralnym. Organem wykonawczym jest urząd gminy (port. Câmara Municipal), w skład której wchodzi prezydent gminy oraz radni, których liczba jest proporcjonalna do liczby ludności gminy. Z kolei w skład rady gminy (port. Assembleia Municipal) wchodzą prezydenci wszystkich sołectw, które są częścią gminy oraz bezpośrednio wybrani deputowani, których liczba równa jest co najmniej liczbie prezydentów powiększonej o jeden. Sołectwa administrowane są przez zgromadzenie sołectw.
Największe gminy usytuowane są na obszarach wiejskich, gdzie własnością dominującą są latyfundia (Beja, Évora, Portalegre na południu kraju), a także w mniej zaludnionych terenach górzystych (Bragança, Castelo Branco).
Najbardziej zaludnione gminy znajdują się w pobliżu Oceanu Atlantyckiego, głównie w okręgach metropolitarnych: Lizbony, Porto i Bragi. Najmniej zaludnione gminy położone są w regionach znajdujących się wewnątrz kraju (Alentejo, Trás-os-Montes). Na tych samych obszarach zlokalizowane są również gminy o najmniejszej gęstości zaludnienia. W Portugalii gmina nie może liczyć mniej niż 150 mieszkańców.

## Liczba gmin w poszczególnych dystryktach i regionach autonomicznych
| Dystrykt         | Liczba gmin |
| ---------------- | ----------- |
| Aveiro           | 19          |
| Beja             | 14          |
| Braga            | 14          |
| Bragança         | 12          |
| Coimbra          | 17          |
| Castelo Branco   | 11          |
| Évora            | 14          |
| Faro             | 16          |
| Guarda           | 14          |
| Leiria           | 16          |
| Lizbona          | 16          |
| Portalegre       | 15          |
| Porto            | 18          |
| Santarém         | 21          |
| Setúbal          | 13          |
| Viana do Castelo | 10          |
| Vila Real        | 14          |
| Viseu            | 24          |
| Azory            | 19          |
| Madera           | 11          |

## Gminy według dystryktów i regionów autonomicznych

### Aveiro
| Herb | Gmina                | Powierzchnia w km² | Miejsce | Liczba ludności | Miejsce | Gęstość zaludnienia | Miejsce | Liczba sołectw |
| ---- | -------------------- | ------------------ | ------- | --------------- | ------- | ------------------- | ------- | -------------- |
|      | Águeda               | 335,3              | 89      | 49 691          | 58      | 148                 | 91      | 20             |
|      | Albergaria-a-Velha   | 155,4              | 196     | 25 497          | 99      | 164                 | 83      | 8              |
|      | Anadia               | 216,6              | 150     | 31 671          | 86      | 146                 | 93      | 15             |
|      | Arouca               | 329,1              | 92      | 24 019          | 108     | 73                  | 159     | 20             |
|      | Aveiro               | 199,9              | 161     | 73 626          | 32      | 368                 | 43      | 14             |
|      | Castelo de Paiva     | 115,0              | 240     | 17 089          | 142     | 149                 | 90      | 9              |
|      | Espinho              | 21,1               | 305     | 31 703          | 85      | 1 503               | 14      | 5              |
|      | Estarreja            | 108,4              | 245     | 28 279          | 91      | 261                 | 56      | 7              |
|      | Ílhavo               | 73,5               | 276     | 39 247          | 72      | 534                 | 33      | 4              |
|      | Mealhada             | 110,7              | 242     | 21 500          | 121     | 194                 | 70      | 8              |
|      | Murtosa              | 73,3               | 277     | 9 657           | 202     | 132                 | 102     | 4              |
|      | Oliveira de Azeméis  | 163,5              | 190     | 71 243          | 35      | 436                 | 40      | 19             |
|      | Oliveira do Bairro   | 87,3               | 260     | 22 365          | 115     | 256                 | 59      | 6              |
|      | Ovar                 | 147,4              | 201     | 56 715          | 48      | 385                 | 42      | 8              |
|      | Santa Maria da Feira | 215,1              | 151     | 142 295         | 17      | 662                 | 29      | 31             |
|      | São João da Madeira  | 7,9                | 308     | 21 538          | 119     | 2 726               | 6       | 1              |
|      | Sever do Vouga       | 129,6              | 224     | 12 940          | 175     | 100                 | 127     | 9              |
|      | Vagos                | 169,9              | 185     | 23 205          | 111     | 137                 | 99      | 11             |
|      | Vale de Cambra       | 146,5              | 204     | 24 761          | 103     | 169                 | 80      | 9              |

### Beja
| Herb | Gmina                | Powierzchnia w km² | Miejsce | Liczba ludności | Miejsce | Gęstość zaludnienia | Miejsce | Liczba sołectw |
| ---- | -------------------- | ------------------ | ------- | --------------- | ------- | ------------------- | ------- | -------------- |
|      | Aljustrel            | 458,3              | 59      | 9 940           | 199     | 22                  | 246     | 5              |
|      | Almodôvar            | 777,9              | 18      | 7 650           | 232     | 10                  | 301     | 8              |
|      | Alvito               | 264,8              | 121     | 2 708           | 304     | 10                  | 298     | 2              |
|      | Barrancos            | 168,3              | 188     | 1 825           | 306     | 11                  | 294     | 1              |
|      | Beja                 | 1 147,1            | 9       | 34 970          | 80      | 30                  | 227     | 18             |
|      | Castro Verde         | 569,4              | 40      | 7 702           | 230     | 14                  | 284     | 5              |
|      | Cuba                 | 172,1              | 183     | 4 775           | 277     | 28                  | 236     | 4              |
|      | Ferreira do Alentejo | 648,4              | 31      | 8 505           | 211     | 13                  | 286     | 6              |
|      | Mértola              | 1 292,8            | 6       | 7 996           | 223     | 6                   | 307     | 9              |
|      | Moura                | 958,4              | 13      | 16 411          | 147     | 17                  | 265     | 8              |
|      | Odemira              | 1 720,6            | 1       | 25 738          | 98      | 15                  | 275     | 17             |
|      | Ourique              | 663,4              | 29      | 5 842           | 261     | 9                   | 303     | 6              |
|      | Serpa                | 1 104,0            | 11      | 16 178          | 149     | 15                  | 276     | 7              |
|      | Vidigueira           | 316,0              | 101     | 6 019           | 259     | 19                  | 256     | 4              |

### Braga
| Herb | Gmina                  | Powierzchnia w km² | Miejsce | Liczba ludności | Miejsce | Gęstość zaludnienia | Miejsce | Liczba sołectw |
| ---- | ---------------------- | ------------------ | ------- | --------------- | ------- | ------------------- | ------- | -------------- |
|      | Amares                 | 82,0               | 267     | 19 290          | 132     | 235                 | 62      | 24             |
|      | Barcelos               | 378,9              | 80      | 123 831         | 22      | 327                 | 47      | 89             |
|      | Braga                  | 183,2              | 170     | 170 858         | 8       | 933                 | 23      | 62             |
|      | Cabeceiras de Basto    | 241,8              | 132     | 17 775          | 138     | 74                  | 156     | 17             |
|      | Celorico de Basto      | 181,1              | 173     | 20 128          | 129     | 111                 | 119     | 22             |
|      | Esposende              | 95,4               | 255     | 34 625          | 83      | 363                 | 44      | 15             |
|      | Fafe                   | 219,1              | 146     | 53 528          | 54      | 244                 | 61      | 36             |
|      | Guimarães              | 241,3              | 133     | 161 876         | 14      | 671                 | 27      | 69             |
|      | Póvoa de Lanhoso       | 132,5              | 220     | 23 657          | 109     | 179                 | 77      | 29             |
|      | Terras de Bouro        | 277,5              | 114     | 7 955           | 224     | 29                  | 234     | 17             |
|      | Vieira do Minho        | 218,5              | 147     | 14 474          | 160     | 66                  | 165     | 21             |
|      | Vila Nova de Famalicão | 201,7              | 159     | 131 690         | 19      | 653                 | 30      | 49             |
|      | Vila Verde             | 228,7              | 140     | 48 122          | 60      | 210                 | 66      | 58             |
|      | Vizela                 | 24,7               | 303     | 23 528          | 110     | 953                 | 22      | 7              |

### Bragança
| Herb | Gmina                    | Powierzchnia w km² | Miejsce | Liczba ludności | Miejsce | Gęstość zaludnienia | Miejsce | Liczba sołectw |
| ---- | ------------------------ | ------------------ | ------- | --------------- | ------- | ------------------- | ------- | -------------- |
|      | Alfândega da Fé          | 322,0              | 95      | 5 688           | 262     | 18                  | 261     | 20             |
|      | Bragança                 | 1 173,6            | 8       | 34 774          | 82      | 30                  | 230     | 49             |
|      | Carrazeda de Ansiães     | 279,3              | 112     | 7 220           | 238     | 26                  | 240     | 19             |
|      | Freixo de Espada à Cinta | 244,0              | 130     | 4 014           | 284     | 16                  | 267     | 6              |
|      | Macedo de Cavaleiros     | 699,2              | 25      | 17 210          | 141     | 25                  | 243     | 38             |
|      | Miranda do Douro         | 487,2              | 53      | 7 707           | 229     | 16                  | 269     | 17             |
|      | Mirandela                | 659,0              | 30      | 25 780          | 97      | 39                  | 209     | 37             |
|      | Mogadouro                | 760,4              | 20      | 10 792          | 192     | 14                  | 280     | 28             |
|      | Torre de Moncorvo        | 531,6              | 47      | 9 408           | 205     | 18                  | 260     | 17             |
|      | Vila Flor                | 265,8              | 118     | 7 737           | 228     | 29                  | 233     | 19             |
|      | Vimioso                  | 481,6              | 55      | 5 105           | 273     | 11                  | 296     | 14             |
|      | Vinhais                  | 694,9              | 26      | 10 051          | 198     | 14                  | 277     | 35             |

### Castelo Branco
| Herb | Gmina               | Powierzchnia w km² | Miejsce | Liczba ludności | Miejsce | Gęstość zaludnienia | Miejsce | Liczba sołectw |
| ---- | ------------------- | ------------------ | ------- | --------------- | ------- | ------------------- | ------- | -------------- |
|      | Belmonte            | 118,8              | 234     | 7 662           | 231     | 64                  | 167     | 5              |
|      | Castelo Branco      | 1 438,2            | 3       | 55 034          | 51      | 38                  | 210     | 25             |
|      | Covilhã             | 555,6              | 44      | 53 501          | 55      | 96                  | 131     | 31             |
|      | Fundão              | 700,1              | 24      | 31 297          | 87      | 45                  | 197     | 31             |
|      | Idanha-a-Nova       | 1 416,4            | 4       | 10 929          | 191     | 8                   | 305     | 17             |
|      | Oleiros             | 471,1              | 56      | 6 212           | 253     | 13                  | 285     | 12             |
|      | Penamacor           | 563,9              | 42      | 6 160           | 255     | 11                  | 293     | 12             |
|      | Proença-a-Nova      | 395,3              | 75      | 9 610           | 203     | 24                  | 244     | 6              |
|      | Sertã               | 446,7              | 62      | 16 208          | 148     | 36                  | 211     | 14             |
|      | Vila de Rei         | 191,3              | 166     | 3 354           | 299     | 18                  | 263     | 3              |
|      | Vila Velha de Ródão | 329,9              | 91      | 3 802           | 289     | 12                  | 292     | 4              |

### Coimbra
| Herb | Gmina                | Powierzchnia w km² | Miejsce | Liczba ludności | Miejsce | Gęstość zaludnienia | Miejsce | Liczba sołectw |
| ---- | -------------------- | ------------------ | ------- | --------------- | ------- | ------------------- | ------- | -------------- |
|      | Arganil              | 332,8              | 90      | 13 187          | 172     | 40                  | 208     | 18             |
|      | Cantanhede           | 390,9              | 77      | 38 590          | 74      | 99                  | 128     | 19             |
|      | Coimbra              | 319,4              | 97      | 142 408         | 16      | 446                 | 39      | 31             |
|      | Condeixa-a-Nova      | 138,7              | 210     | 16 459          | 146     | 119                 | 112     | 10             |
|      | Figueira da Foz      | 379,1              | 79      | 63 144          | 40      | 167                 | 82      | 18             |
|      | Góis                 | 262,3              | 123     | 4 606           | 280     | 18                  | 262     | 5              |
|      | Lousã                | 138,4              | 211     | 17 252          | 140     | 125                 | 106     | 6              |
|      | Mira                 | 124,0              | 231     | 13 146          | 173     | 106                 | 123     | 4              |
|      | Miranda do Corvo     | 126,4              | 228     | 13 400          | 171     | 106                 | 124     | 5              |
|      | Montemor-o-Velho     | 229                | 139     | 25 084          | 101     | 110                 | 121     | 14             |
|      | Oliveira do Hospital | 234,5              | 137     | 21 901          | 116     | 93                  | 135     | 21             |
|      | Pampilhosa da Serra  | 396,5              | 73      | 4 756           | 278     | 12                  | 289     | 10             |
|      | Penacova             | 216,7              | 149     | 16 850          | 144     | 78                  | 152     | 11             |
|      | Penela               | 134,8              | 216     | 6 421           | 249     | 48                  | 192     | 6              |
|      | Soure                | 265,1              | 119     | 20 695          | 126     | 78                  | 151     | 12             |
|      | Tábua                | 199,8              | 162     | 12 452          | 177     | 62                  | 170     | 15             |
|      | Vila Nova de Poiares | 84,5               | 262     | 7 291           | 236     | 86                  | 140     | 4              |

### Évora
| Herb | Gmina                 | Powierzchnia w km² | Miejsce | Liczba ludności | Miejsce | Gęstość zaludnienia | Miejsce | Liczba sołectw |
| ---- | --------------------- | ------------------ | ------- | --------------- | ------- | ------------------- | ------- | -------------- |
|      | Alandroal             | 542,7              | 46      | 6 293           | 251     | 12                  | 291     | 6              |
|      | Arraiolos             | 683,8              | 27      | 7 382           | 234     | 11                  | 295     | 11             |
|      | Borba                 | 145,2              | 206     | 7 545           | 233     | 52                  | 183     | 4              |
|      | Estremoz              | 513,8              | 50      | 15 064          | 154     | 29                  | 232     | 13             |
|      | Évora                 | 1307,0             | 5       | 55 619          | 49      | 43                  | 201     | 19             |
|      | Montemor-o-Novo       | 1232,9             | 7       | 18 540          | 135     | 15                  | 273     | 10             |
|      | Mora                  | 444,0              | 63      | 5 470           | 268     | 12                  | 287     | 4              |
|      | Mourão                | 278,6              | 113     | 3 348           | 300     | 12                  | 288     | 3              |
|      | Portel                | 601,2              | 36      | 7 078           | 240     | 12                  | 290     | 8              |
|      | Redondo               | 365,5              | 83      | 6 990           | 241     | 19                  | 255     | 2              |
|      | Reguengos de Monsaraz | 463,8              | 57      | 11 460          | 184     | 25                  | 242     | 5              |
|      | Vendas Novas          | 222,4              | 142     | 11 957          | 181     | 54                  | 180     | 2              |
|      | Viana do Alentejo     | 393,6              | 76      | 5 639           | 263     | 14                  | 278     | 3              |
|      | Vila Viçosa           | 194,9              | 164     | 8 745           | 210     | 45                  | 196     | 5              |

### Faro
| Herb | Gmina                      | Powierzchnia w km² | Miejsce | Liczba ludności | Miejsce | Gęstość zaludnienia | Miejsce | Liczba sołectw |
| ---- | -------------------------- | ------------------ | ------- | --------------- | ------- | ------------------- | ------- | -------------- |
|      | Albufeira                  | 140,6              | 209     | 35 281          | 77      | 251                 | 60      | 5              |
|      | Alcoutim                   | 575,3              | 39      | 3 411           | 297     | 6                   | 308     | 5              |
|      | Aljezur                    | 323,5              | 93      | 5 322           | 271     | 16                  | 266     | 4              |
|      | Castro Marim               | 300,9              | 105     | 6 495           | 246     | 22                  | 247     | 4              |
|      | Faro                       | 201,6              | 160     | 58 305          | 46      | 289                 | 52      | 6              |
|      | Lagoa                      | 88,3               | 259     | 22 658          | 113     | 257                 | 58      | 6              |
|      | Lagos                      | 212,8              | 152     | 27 041          | 95      | 127                 | 103     | 6              |
|      | Loulé                      | 764,2              | 19      | 62 295          | 41      | 82                  | 146     | 11             |
|      | Monchique                  | 395,3              | 74      | 6 441           | 248     | 16                  | 268     | 3              |
|      | Olhão                      | 130,9              | 223     | 42 272          | 69      | 323                 | 48      | 5              |
|      | Portimão                   | 182,1              | 172     | 47 189          | 61      | 259                 | 57      | 3              |
|      | São Brás de Alportel       | 153,4              | 199     | 11 205          | 187     | 73                  | 158     | 1              |
|      | Silves                     | 680,0              | 28      | 34 909          | 81      | 51                  | 185     | 8              |
|      | Tavira                     | 607,0              | 34      | 25 105          | 100     | 41                  | 203     | 9              |
|      | Vila do Bispo              | 179,0              | 175     | 5 381           | 270     | 30                  | 229     | 5              |
|      | Vila Real de Santo António | 60,9               | 289     | 18 158          | 136     | 298                 | 51      | 3              |

### Guarda
| Herb | Gmina                       | Powierzchnia w km² | Miejsce | Liczba ludności | Miejsce | Gęstość zaludnienia | Miejsce | Liczba sołectw |
| ---- | --------------------------- | ------------------ | ------- | --------------- | ------- | ------------------- | ------- | -------------- |
|      | Aguiar da Beira             | 206,9              | 155     | 6 270           | 252     | 30                  | 228     | 13             |
|      | Almeida                     | 518,0              | 49      | 7 784           | 226     | 15                  | 274     | 29             |
|      | Celorico da Beira           | 247,2              | 128     | 8 752           | 209     | 35                  | 214     | 22             |
|      | Figueira de Castelo Rodrigo | 508,6              | 51      | 6 884           | 242     | 14                  | 283     | 17             |
|      | Fornos de Algodres          | 131,5              | 222     | 5 435           | 269     | 41                  | 204     | 16             |
|      | Gouveia                     | 300,6              | 106     | 15 792          | 150     | 53                  | 182     | 22             |
|      | Guarda                      | 712,1              | 23      | 44 149          | 65      | 62                  | 173     | 55             |
|      | Manteigas                   | 122,0              | 233     | 3 900           | 288     | 32                  | 223     | 4              |
|      | Mêda                        | 286,1              | 110     | 6 000           | 260     | 21                  | 250     | 16             |
|      | Pinhel                      | 484,5              | 54      | 10 436          | 196     | 22                  | 248     | 27             |
|      | Sabugal                     | 822,7              | 15      | 14 222          | 164     | 17                  | 264     | 40             |
|      | Seia                        | 435,7              | 65      | 27 574          | 93      | 63                  | 168     | 29             |
|      | Trancoso                    | 361,5              | 85      | 10 639          | 193     | 29                  | 231     | 29             |
|      | Vila Nova de Foz Côa        | 398,2              | 71      | 8 249           | 218     | 21                  | 252     | 17             |

### Leiria
| Herb | Gmina               | Powierzchnia w km² | Miejsce | Liczba ludności | Miejsce | Gęstość zaludnienia | Miejsce | Liczba sołectw |
| ---- | ------------------- | ------------------ | ------- | --------------- | ------- | ------------------- | ------- | -------------- |
|      | Alcobaça            | 408,1              | 68      | 55 269          | 50      | 135                 | 100     | 18             |
|      | Alvaiázere          | 160,5              | 192     | 8 112           | 221     | 51                  | 186     | 7              |
|      | Ansião              | 176,2              | 176     | 13 673          | 167     | 78                  | 153     | 8              |
|      | Batalha             | 103,3              | 247     | 15 542          | 151     | 150                 | 88      | 4              |
|      | Bombarral           | 91,3               | 258     | 13 712          | 166     | 150                 | 89      | 5              |
|      | Caldas da Rainha    | 255,7              | 125     | 51 403          | 56      | 201                 | 69      | 16             |
|      | Castanheira de Pera | 66,8               | 286     | 3 464           | 295     | 52                  | 184     | 2              |
|      | Figueiró dos Vinhos | 173,4              | 180     | 7 080           | 239     | 41                  | 207     | 5              |
|      | Leiria              | 565,6              | 41      | 124 701         | 21      | 220                 | 64      | 29             |
|      | Marinha Grande      | 187,1              | 169     | 38 030          | 75      | 203                 | 67      | 3              |
|      | Nazaré              | 82,4               | 265     | 14 904          | 156     | 181                 | 76      | 3              |
|      | Óbidos              | 141,6              | 208     | 11 187          | 188     | 79                  | 149     | 9              |
|      | Pedrógão Grande     | 128,8              | 225     | 4 262           | 283     | 33                  | 222     | 3              |
|      | Peniche             | 77,6               | 272     | 28 164          | 92      | 363                 | 45      | 6              |
|      | Pombal              | 626,1              | 33      | 58 617          | 44      | 94                  | 134     | 17             |
|      | Porto de Mós        | 261,6              | 124     | 24 775          | 102     | 95                  | 132     | 13             |

### Lizbona
| Herb | Gmina                  | Powierzchnia w km² | Miejsce | Liczba ludności | Miejsce | Gęstość zaludnienia | Miejsce | Liczba sołectw |
| ---- | ---------------------- | ------------------ | ------- | --------------- | ------- | ------------------- | ------- | -------------- |
|      | Alenquer               | 304,2              | 103     | 42 932          | 68      | 141                 | 96      | 16             |
|      | Amadora                | 23,8               | 304     | 176 239         | 7       | 7 405               | 1       | 11             |
|      | Arruda dos Vinhos      | 78,0               | 271     | 11 210          | 186     | 144                 | 94      | 4              |
|      | Azambuja               | 262,7              | 122     | 21 508          | 120     | 82                  | 145     | 9              |
|      | Cadaval                | 174,9              | 178     | 14 385          | 162     | 82                  | 144     | 10             |
|      | Cascais                | 97,4               | 250     | 181 444         | 6       | 1 863               | 10      | 6              |
|      | Lizbona                | 84,8               | 261     | 529 485         | 1       | 6 244               | 2       | 53             |
|      | Loures                 | 169,3              | 186     | 199 231         | 5       | 1 177               | 21      | 18             |
|      | Lourinhã               | 147,2              | 202     | 24 601          | 106     | 167                 | 81      | 11             |
|      | Mafra                  | 291,7              | 109     | 62 009          | 42      | 213                 | 65      | 17             |
|      | Odivelas               | 26,4               | 302     | 143 995         | 15      | 5 454               | 4       | 7              |
|      | Oeiras                 | 45,7               | 296     | 168 475         | 10      | 3 687               | 5       | 10             |
|      | Sintra                 | 319,2              | 98      | 409 482         | 2       | 1 283               | 18      | 20             |
|      | Sobral de Monte Agraço | 52,1               | 293     | 9 789           | 200     | 188                 | 74      | 3              |
|      | Torres Vedras          | 407,1              | 69      | 75 494          | 31      | 185                 | 75      | 20             |
|      | Vila Franca de Xira    | 317,7              | 100     | 133 224         | 18      | 419                 | 41      | 11             |

### Portalegre
| Herb | Gmina           | Powierzchnia w km² | Miejsce | Liczba ludności | Miejsce | Gęstość zaludnienia | Miejsce | Liczba sołectw |
| ---- | --------------- | ------------------ | ------- | --------------- | ------- | ------------------- | ------- | -------------- |
|      | Alter do Chão   | 362,0              | 84      | 3 666           | 294     | 10                  | 299     | 4              |
|      | Arronches       | 314,8              | 102     | 3 278           | 301     | 10                  | 297     | 3              |
|      | Aviz            | 606,0              | 35      | 5 054           | 274     | 8                   | 304     | 8              |
|      | Campo Maior     | 247,0              | 129     | 8 359           | 216     | 34                  | 219     | 3              |
|      | Castelo de Vide | 264,9              | 120     | 3 780           | 291     | 14                  | 279     | 4              |
|      | Crato           | 398,0              | 72      | 3 995           | 285     | 10                  | 300     | 6              |
|      | Elvas           | 631,3              | 32      | 22 691          | 112     | 36                  | 213     | 11             |
|      | Fronteira       | 248,6              | 127     | 3 422           | 296     | 14                  | 282     | 3              |
|      | Gavião          | 294,6              | 108     | 4 453           | 281     | 15                  | 271     | 5              |
|      | Marvão          | 154,9              | 198     | 3 739           | 292     | 24                  | 245     | 4              |
|      | Monforte        | 420,3              | 66      | 3 241           | 302     | 8                   | 306     | 4              |
|      | Nisa            | 575,8              | 38      | 8 047           | 222     | 14                  | 281     | 10             |
|      | Ponte de Sor    | 839,7              | 14      | 17 593          | 139     | 21                  | 251     | 7              |
|      | Portalegre      | 447,1              | 61      | 24 756          | 104     | 55                  | 177     | 10             |
|      | Sousel          | 279,4              | 111     | 5 579           | 266     | 20                  | 253     | 4              |

### Porto
| Herb | Gmina              | Powierzchnia w km² | Miejsce | Liczba ludności | Miejsce | Gęstość zaludnienia | Miejsce | Liczba sołectw |
| ---- | ------------------ | ------------------ | ------- | --------------- | ------- | ------------------- | ------- | -------------- |
|      | Amarante           | 301,5              | 104     | 61 029          | 43      | 202                 | 68      | 40             |
|      | Baião              | 174,5              | 179     | 21 564          | 118     | 124                 | 107     | 20             |
|      | Felgueiras         | 115,7              | 239     | 58 553          | 45      | 506                 | 36      | 32             |
|      | Gondomar           | 131,9              | 221     | 169 239         | 9       | 1 283               | 17      | 12             |
|      | Lousada            | 96,0               | 252     | 46 322          | 62      | 483                 | 37      | 25             |
|      | Maia               | 83,1               | 263     | 130 254         | 20      | 1 567               | 13      | 17             |
|      | Marco de Canaveses | 201,9              | 158     | 53 961          | 53      | 267                 | 55      | 31             |
|      | Matosinhos         | 62,2               | 288     | 168 451         | 11      | 2 708               | 7       | 10             |
|      | Paços de Ferreira  | 71,0               | 279     | 54 801          | 52      | 772                 | 25      | 16             |
|      | Paredes            | 156,8              | 195     | 85 428          | 28      | 545                 | 31      | 24             |
|      | Penafiel           | 212,3              | 153     | 72 095          | 33      | 340                 | 46      | 38             |
|      | Porto              | 41,3               | 299     | 238 954         | 4       | 5 786               | 3       | 15             |
|      | Póvoa de Varzim    | 82,1               | 266     | 65 452          | 37      | 797                 | 24      | 12             |
|      | Santo Tirso        | 136,5              | 214     | 71 623          | 34      | 525                 | 34      | 24             |
|      | Trofa              | 71,9               | 278     | 39 166          | 73      | 545                 | 32      | 8              |
|      | Valongo            | 75,1               | 275     | 91 274          | 26      | 1 215               | 20      | 5              |
|      | Vila do Conde      | 149,0              | 200     | 75 981          | 30      | 510                 | 35      | 30             |
|      | Vila Nova de Gaia  | 168,7              | 187     | 300 868         | 3       | 1 783               | 11      | 24             |

### Santarém
| Herb | Gmina                  | Powierzchnia w km² | Miejsce | Liczba ludności | Miejsce | Gęstość zaludnienia | Miejsce | Liczba sołectw |
| ---- | ---------------------- | ------------------ | ------- | --------------- | ------- | ------------------- | ------- | -------------- |
|      | Abrantes               | 714,7              | 22      | 41 326          | 70      | 58                  | 175     | 19             |
|      | Alcanena               | 127,3              | 227     | 14 763          | 157     | 116                 | 116     | 10             |
|      | Almeirim               | 222,1              | 143     | 22 617          | 114     | 102                 | 126     | 4              |
|      | Alpiarça               | 95,4               | 254     | 8 198           | 219     | 86                  | 141     | 1              |
|      | Benavente              | 521,5              | 48      | 25 837          | 96      | 50                  | 188     | 4              |
|      | Cartaxo                | 158,2              | 193     | 24 465          | 107     | 155                 | 87      | 8              |
|      | Chamusca               | 746,0              | 21      | 11 313          | 185     | 15                  | 270     | 7              |
|      | Constância             | 80,4               | 269     | 3 796           | 290     | 47                  | 194     | 3              |
|      | Coruche                | 1 117,6            | 10      | 20 629          | 127     | 18                  | 258     | 8              |
|      | Entroncamento          | 13,7               | 307     | 20 065          | 130     | 1 465               | 15      | 2              |
|      | Ferreira do Zêzere     | 190,4              | 167     | 9 345           | 206     | 49                  | 190     | 9              |
|      | Golegã                 | 76,6               | 273     | 5 629           | 264     | 73                  | 157     | 2              |
|      | Mação                  | 400,0              | 70      | 7 763           | 227     | 19                  | 254     | 8              |
|      | Ourém                  | 416,6              | 67      | 49 269          | 59      | 118                 | 113     | 18             |
|      | Rio Maior              | 272,8              | 115     | 21 621          | 117     | 79                  | 148     | 14             |
|      | Salvaterra de Magos    | 242,0              | 131     | 20 908          | 125     | 86                  | 139     | 6              |
|      | Santarém               | 560,3              | 43      | 64 124          | 39      | 114                 | 118     | 28             |
|      | Sardoal                | 92,2               | 257     | 3 992           | 286     | 42                  | 200     | 4              |
|      | Tomar                  | 351,2              | 86      | 42 983          | 67      | 122                 | 109     | 16             |
|      | Torres Novas           | 270,0              | 116     | 37 155          | 76      | 138                 | 98      | 17             |
|      | Vila Nova da Barquinha | 49,6               | 294     | 7 878           | 225     | 159                 | 86      | 5              |

### Setúbal
| Herb | Gmina             | Powierzchnia w km² | Miejsce | Liczba ludności | Miejsce | Gęstość zaludnienia | Miejsce | Liczba sołectw |
| ---- | ----------------- | ------------------ | ------- | --------------- | ------- | ------------------- | ------- | -------------- |
|      | Alcácer do Sal    | 1 465,3            | 2       | 13 624          | 168     | 9                   | 302     | 6              |
|      | Alcochete         | 128,4              | 226     | 14 966          | 155     | 117                 | 114     | 3              |
|      | Almada            | 70,2               | 281     | 165 363         | 12      | 2 356               | 9       | 11             |
|      | Barreiro          | 31,8               | 300     | 78 992          | 29      | 2 484               | 8       | 8              |
|      | Grândola          | 807,5              | 16      | 14 454          | 161     | 18                  | 259     | 5              |
|      | Moita             | 55,3               | 291     | 70 226          | 36      | 1 270               | 19      | 6              |
|      | Montijo           | 348,1              | 88      | 40 466          | 71      | 116                 | 115     | 8              |
|      | Palmela           | 462,9              | 58      | 58 222          | 47      | 126                 | 105     | 5              |
|      | Santiago do Cacém | 1 059,8            | 12      | 30 203          | 89      | 28                  | 235     | 11             |
|      | Seixal            | 95,5               | 253     | 164 715         | 13      | 1 725               | 12      | 6              |
|      | Sesimbra          | 195,0              | 163     | 44 046          | 66      | 226                 | 63      | 3              |
|      | Setúbal           | 171,9              | 184     | 120 117         | 23      | 699                 | 26      | 8              |
|      | Sines             | 202,6              | 156     | 13 613          | 169     | 67                  | 163     | 2              |

### Viana do Castelo
| Herb | Gmina                 | Powierzchnia w km² | Miejsce | Liczba ludności | Miejsce | Gęstość zaludnienia | Miejsce | Liczba sołectw |
| ---- | --------------------- | ------------------ | ------- | --------------- | ------- | ------------------- | ------- | -------------- |
|      | Arcos de Valdevez     | 447,6              | 60      | 24 635          | 105     | 55                  | 179     | 51             |
|      | Caminha               | 137,4              | 213     | 16 926          | 143     | 123                 | 108     | 20             |
|      | Melgaço               | 238,1              | 136     | 9 739           | 201     | 41                  | 206     | 18             |
|      | Monção                | 211,3              | 154     | 19 842          | 131     | 94                  | 133     | 33             |
|      | Paredes de Coura      | 138,2              | 212     | 9 409           | 204     | 68                  | 162     | 21             |
|      | Ponte da Barca        | 182,2              | 171     | 13 026          | 174     | 71                  | 161     | 25             |
|      | Ponte de Lima         | 320,3              | 96      | 44 609          | 63      | 139                 | 97      | 51             |
|      | Valença               | 117,1              | 237     | 14 284          | 163     | 122                 | 110     | 16             |
|      | Viana do Castelo      | 318,6              | 99      | 90 654          | 27      | 285                 | 53      | 40             |
|      | Vila Nova de Cerveira | 108,6              | 244     | 8 813           | 207     | 81                  | 147     | 15             |

### Vila Real
| Herb | Gmina                    | Powierzchnia w km² | Miejsce | Liczba ludności | Miejsce | Gęstość zaludnienia | Miejsce | Liczba sołectw |
| ---- | ------------------------ | ------------------ | ------- | --------------- | ------- | ------------------- | ------- | -------------- |
|      | Alijó                    | 297,6              | 107     | 13 942          | 165     | 47                  | 195     | 19             |
|      | Boticas                  | 322,0              | 94      | 6 116           | 257     | 19                  | 257     | 16             |
|      | Chaves                   | 591,3              | 37      | 44 186          | 64      | 75                  | 155     | 51             |
|      | Mesão Frio               | 26,7               | 301     | 4 652           | 279     | 174                 | 79      | 7              |
|      | Mondim de Basto          | 172,1              | 182     | 8 470           | 213     | 49                  | 189     | 8              |
|      | Montalegre               | 805,8              | 17      | 12 150          | 179     | 15                  | 272     | 35             |
|      | Murça                    | 189,4              | 168     | 6 476           | 247     | 34                  | 218     | 9              |
|      | Peso da Régua            | 94,9               | 256     | 17 987          | 137     | 190                 | 73      | 12             |
|      | Ribeira de Pena          | 217,5              | 148     | 7 251           | 237     | 33                  | 221     | 7              |
|      | Sabrosa                  | 156,9              | 194     | 6 835           | 243     | 44                  | 199     | 15             |
|      | Santa Marta de Penaguião | 69,3               | 283     | 8 400           | 214     | 121                 | 111     | 10             |
|      | Valpaços                 | 548,8              | 45      | 19 154          | 134     | 35                  | 216     | 31             |
|      | Vila Pouca de Aguiar     | 437,1              | 64      | 15 100          | 153     | 35                  | 217     | 18             |
|      | Vila Real                | 378,8              | 81      | 50 499          | 57      | 133                 | 101     | 30             |

### Viseu
| Herb | Gmina                 | Powierzchnia w km² | Miejsce | Liczba ludności | Miejsce | Gęstość zaludnienia | Miejsce | Liczba sołectw |
| ---- | --------------------- | ------------------ | ------- | --------------- | ------- | ------------------- | ------- | -------------- |
|      | Armamar               | 117,2              | 236     | 7 318           | 235     | 62                  | 169     | 19             |
|      | Carregal do Sal       | 116,9              | 238     | 10 555          | 195     | 90                  | 136     | 7              |
|      | Castro Daire          | 379,1              | 78      | 16 846          | 145     | 44                  | 198     | 22             |
|      | Cinfães               | 239,3              | 134     | 21 318          | 123     | 89                  | 137     | 17             |
|      | Lamego                | 165,4              | 189     | 27 054          | 94      | 164                 | 84      | 24             |
|      | Mangualde             | 219,3              | 145     | 21 158          | 124     | 96                  | 130     | 18             |
|      | Moimenta da Beira     | 220,0              | 144     | 11 053          | 189     | 50                  | 187     | 20             |
|      | Mortágua              | 251,2              | 126     | 10 365          | 197     | 41                  | 205     | 10             |
|      | Nelas                 | 125,7              | 230     | 14 504          | 159     | 115                 | 117     | 9              |
|      | Oliveira de Frades    | 145,4              | 205     | 10 597          | 194     | 73                  | 160     | 12             |
|      | Penalva do Castelo    | 134,2              | 217     | 8 768           | 208     | 65                  | 166     | 13             |
|      | Penedono              | 133,7              | 219     | 3 378           | 298     | 25                  | 241     | 9              |
|      | Resende               | 123,4              | 232     | 11 978          | 180     | 97                  | 129     | 15             |
|      | Santa Comba Dão       | 112,0              | 241     | 12 393          | 179     | 111                 | 120     | 9              |
|      | São João da Pesqueira | 266,1              | 117     | 8 367           | 215     | 31                  | 225     | 14             |
|      | São Pedro do Sul      | 349,0              | 87      | 19 215          | 133     | 55                  | 178     | 19             |
|      | Sátão                 | 201,9              | 157     | 13 419          | 170     | 66                  | 164     | 12             |
|      | Sernancelhe           | 228,6              | 141     | 6 150           | 256     | 27                  | 237     | 17             |
|      | Tabuaço               | 133,9              | 218     | 6 501           | 245     | 49                  | 191     | 17             |
|      | Tarouca               | 100,1              | 248     | 8 303           | 217     | 83                  | 143     | 10             |
|      | Tondela               | 371,2              | 82      | 31 026          | 88      | 84                  | 142     | 26             |
|      | Vila Nova de Paiva    | 175,5              | 177     | 6 319           | 250     | 56                  | 212     | 7              |
|      | Viseu                 | 507,1              | 52      | 96 810          | 25      | 191                 | 72      | 34             |
|      | Vouzela               | 193,7              | 165     | 11 807          | 183     | 61                  | 174     | 12             |

### Azory
| Herb | Gmina                    | Powierzchnia w km² | Miejsce | Liczba ludności | Miejsce | Gęstość zaludnienia | Miejsce | Liczba sołectw |
| ---- | ------------------------ | ------------------ | ------- | --------------- | ------- | ------------------- | ------- | -------------- |
|      | Angra do Heroísmo        | 239,0              | 135     | 35 103          | 79      | 147                 | 92      | 19             |
|      | Calheta                  | 126,3              | 229     | 3 972           | 287     | 31                  | 224     | 5              |
|      | Corvo                    | 17,1               | 306     | 451             | 308     | 26                  | 238     | 0              |
|      | Horta                    | 173,1              | 181     | 15 224          | 152     | 88                  | 138     | 13             |
|      | Lagoa                    | 45,6               | 297     | 14 698          | 158     | 322                 | 49      | 5              |
|      | Lajes das Flores         | 70,1               | 282     | 1 491           | 307     | 21                  | 249     | 7              |
|      | Lajes do Pico            | 155,3              | 197     | 4 840           | 275     | 31                  | 226     | 6              |
|      | Madalena                 | 147,1              | 203     | 6 184           | 254     | 42                  | 202     | 6              |
|      | Nordeste                 | 99,9               | 249     | 5 254           | 272     | 53                  | 181     | 9              |
|      | Ponta Delgada            | 233,0              | 138     | 64 516          | 38      | 277                 | 54      | 24             |
|      | Povoação                 | 108,0              | 246     | 6 696           | 244     | 62                  | 172     | 6              |
|      | Ribeira Grande           | 180,2              | 174     | 29 318          | 90      | 163                 | 85      | 14             |
|      | Santa Cruz da Graciosa   | 60,7               | 290     | 4 777           | 276     | 79                  | 150     | 4              |
|      | Santa Cruz das Flores    | 70,9               | 280     | 2 500           | 305     | 35                  | 215     | 4              |
|      | São Roque do Pico        | 142,4              | 207     | 3 705           | 293     | 26                  | 239     | 5              |
|      | Velas                    | 117,4              | 235     | 5 585           | 265     | 48                  | 193     | 6              |
|      | Vila da Praia da Vitória | 161,3              | 191     | 20 342          | 128     | 126                 | 104     | 11             |
|      | Vila do Porto            | 96,9               | 251     | 5 511           | 267     | 57                  | 176     | 5              |
|      | Vila Franca do Campo     | 78,0               | 270     | 11 039          | 190     | 142                 | 95      | 6              |

### Madera
| Herb | Gmina           | Powierzchnia w km² | Miejsce | Liczba ludności | Miejsce | Gęstość zaludnienia | Miejsce | Liczba sołectw |
| ---- | --------------- | ------------------ | ------- | --------------- | ------- | ------------------- | ------- | -------------- |
|      | Calheta         | 110,3              | 243     | 11 856          | 182     | 107                 | 122     | 8              |
|      | Câmara de Lobos | 52,6               | 292     | 35 150          | 78      | 668                 | 28      | 5              |
|      | Funchal         | 75,7               | 274     | 100 847         | 24      | 1 332               | 16      | 10             |
|      | Machico         | 67,6               | 285     | 21 321          | 122     | 315                 | 50      | 5              |
|      | Ponta do Sol    | 46,8               | 295     | 8 189           | 220     | 175                 | 78      | 3              |
|      | Porto Moniz     | 82,6               | 264     | 2 762           | 303     | 33                  | 220     | 4              |
|      | Porto Santo     | 42,4               | 298     | 4 388           | 282     | 103                 | 125     | 1              |
|      | Ribeira Brava   | 64,9               | 287     | 12 523          | 176     | 193                 | 71      | 4              |
|      | Santa Cruz      | 68,0               | 284     | 32 696          | 84      | 481                 | 38      | 5              |
|      | Santana         | 136,3              | 215     | 8 491           | 212     | 62                  | 171     | 6              |
|      | São Vicente     | 80,8               | 268     | 6 063           | 258     | 75                  | 154     | 3              |

## Mapy

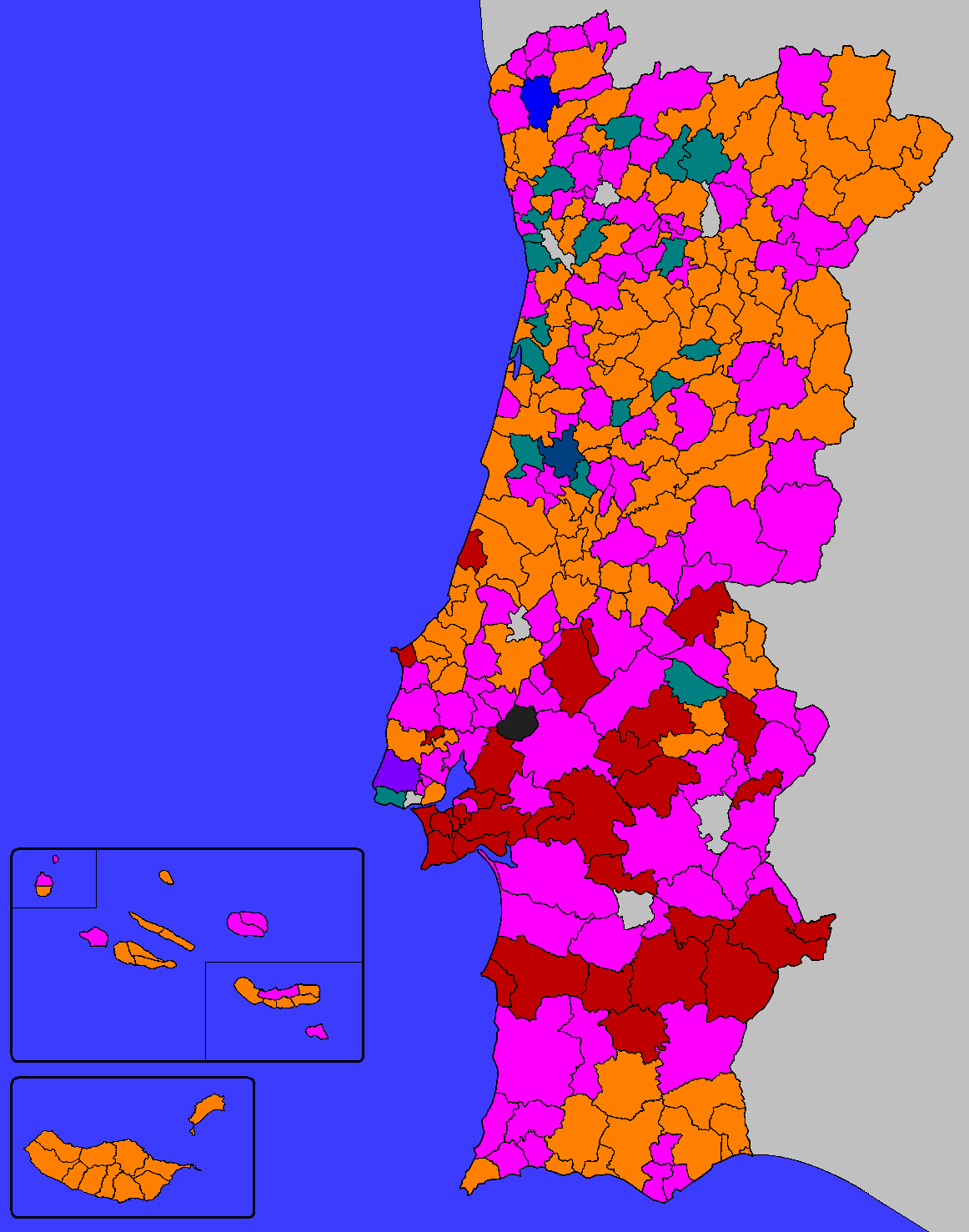
Gminy i partie rządące
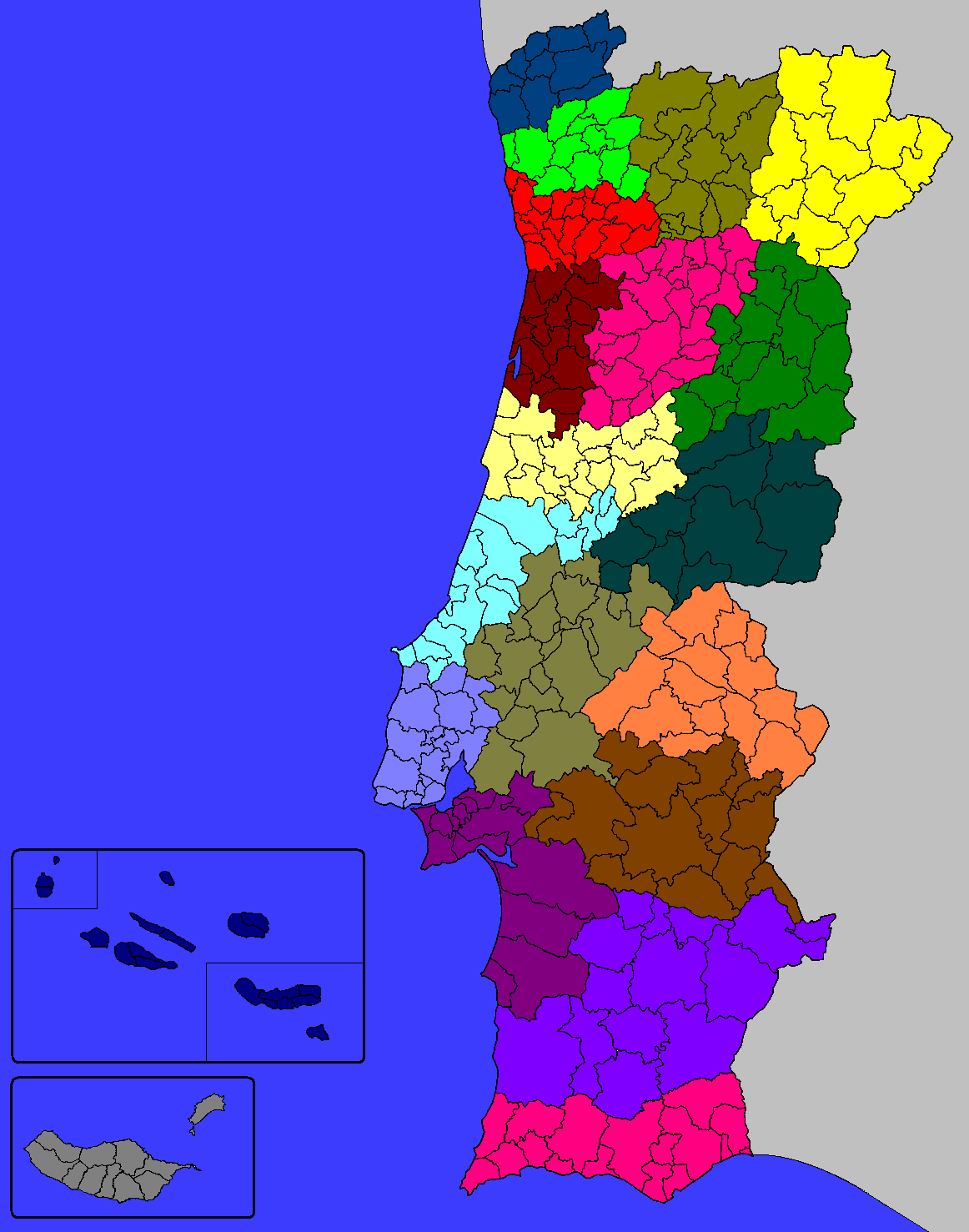
Dystrykty i regiony
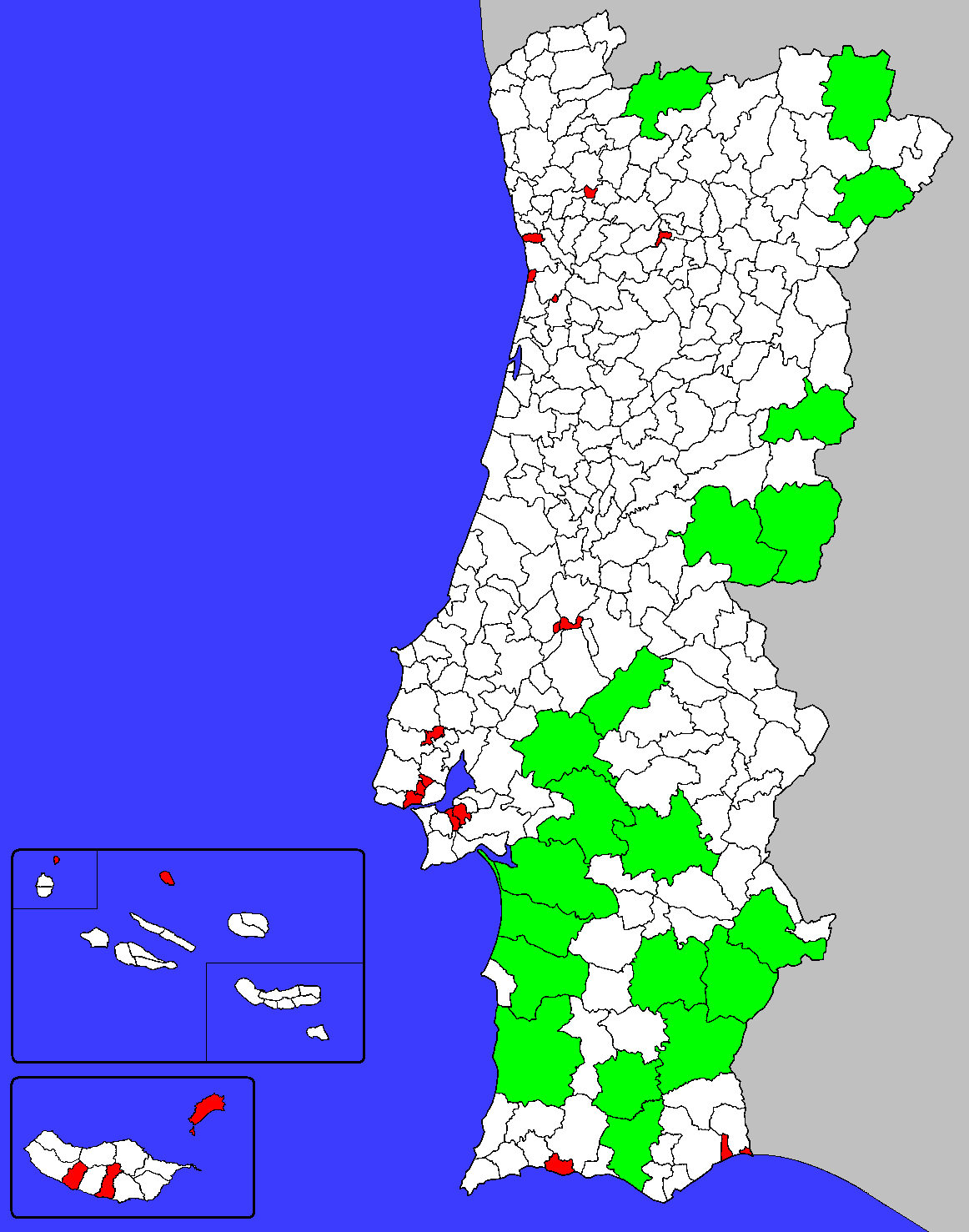
20 największych i 20 najmniejszych gmin
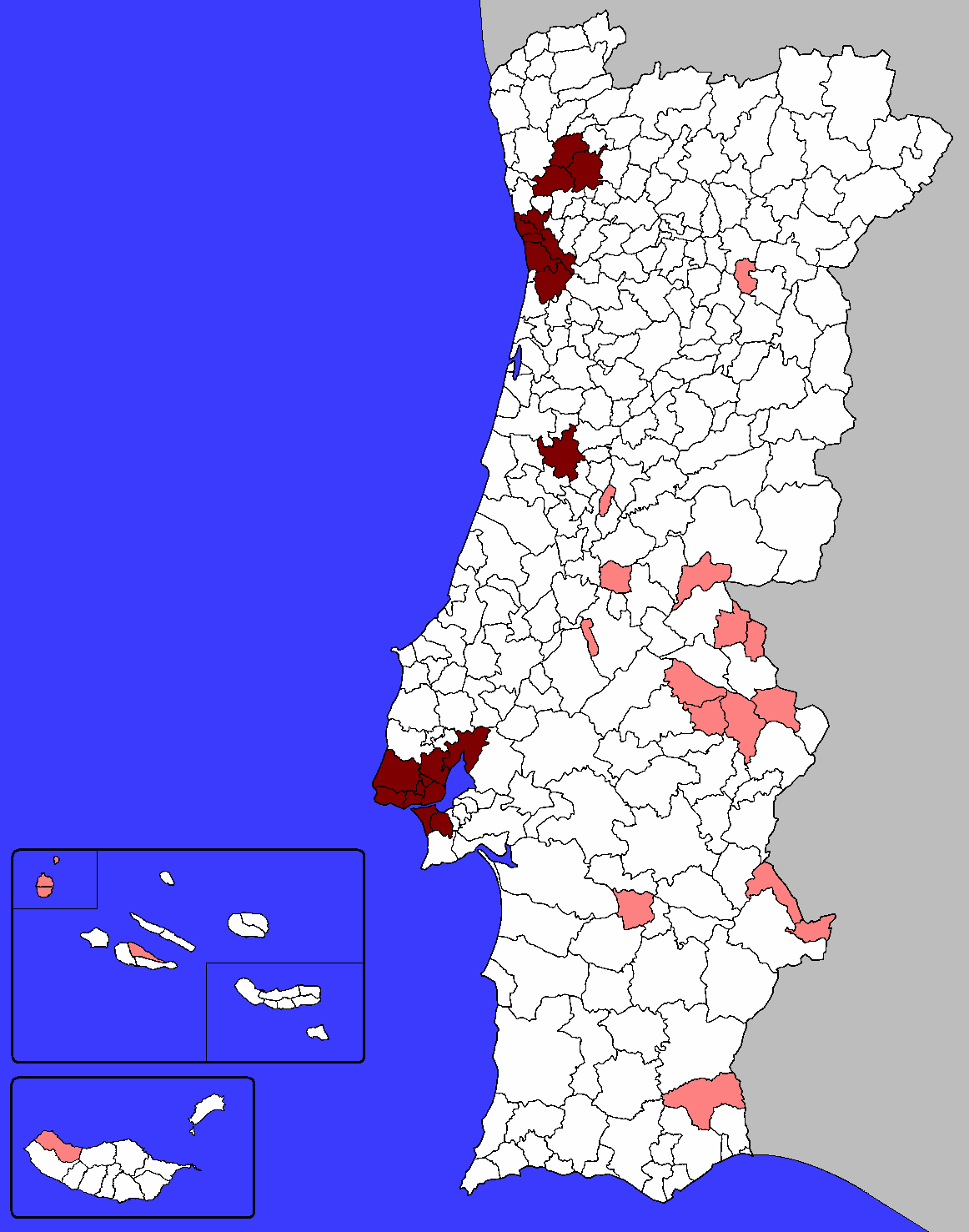
20 najbardziej zaludnionych i 20 najmniej zaludnionych gmin
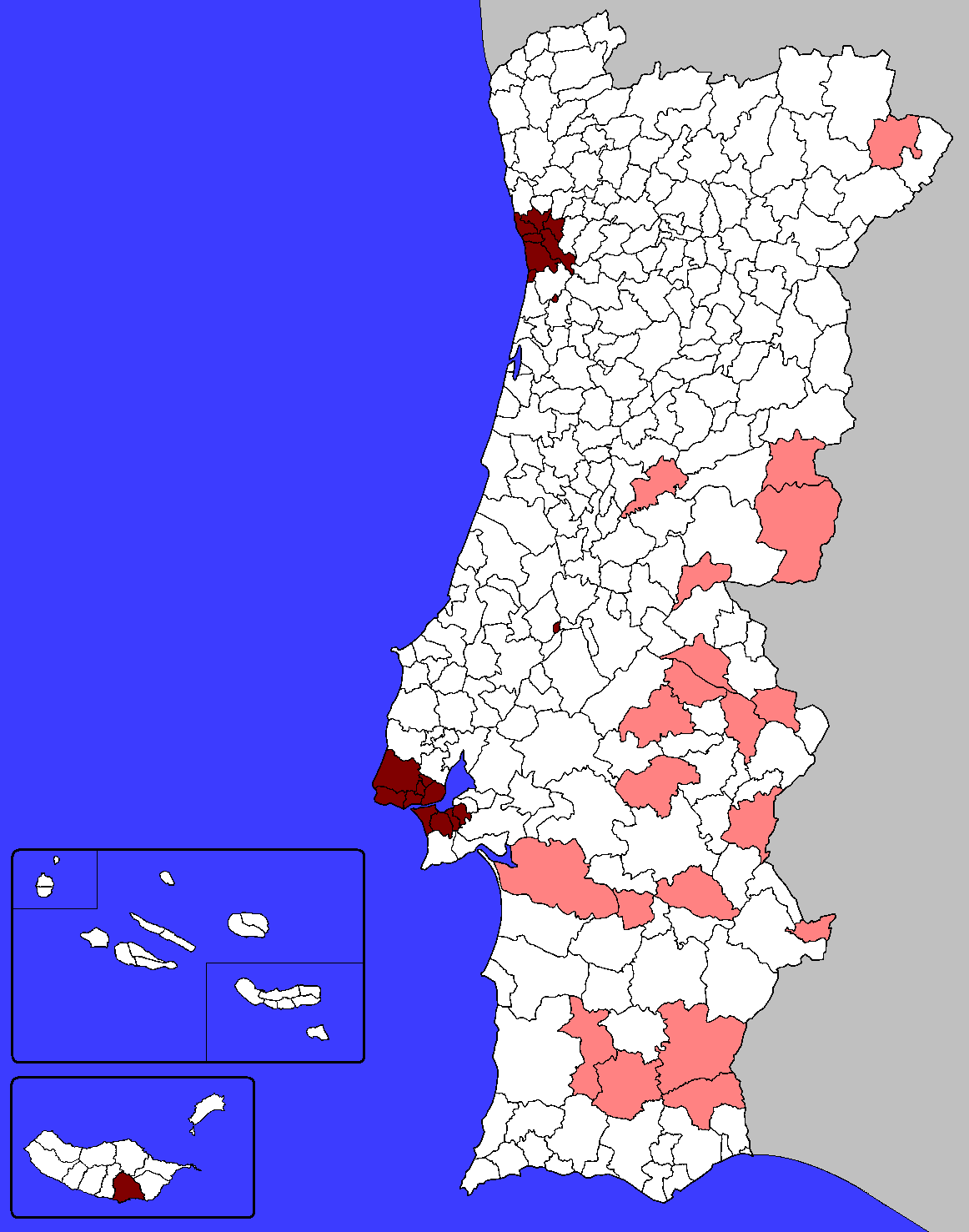
20 gmin z największą i 20 gmin z najmniejszą gęstością zaludnienia